# Chitose (Schiff, 1899)
Die Chitose (japanisch 千歳) war ein Geschützter Kreuzer 2. Klasse der Kaiserlich Japanischen Marine, der von 1899 bis 1928 in Dienst stand.

## Bau und technische Daten
Sie und die drei Monate früher auf Kiel gelegte und zwei Tage früher von Stapel gelaufene Kasagi werden gemeinhin als Schwesterschiffe bezeichnet, wobei zumeist von der Kasagi-Klasse, gelegentlich auch von der Chitose-Klasse gesprochen wird. Die beiden Schiffe, nahezu gleichzeitig, aber von zwei verschiedenen US-amerikanischen Werften gebaut, waren einander sehr ähnlich, da ihr Design auf dem der in Großbritannien gebauten Takasago basierte. Sie unterschieden sich jedoch auch hinsichtlich vieler Aspekte ihres Inneren, da den Werften viel Freiraum zu eigenen Weiterentwicklungen gelassen worden war. So hatte z. B. die Chitose 130 durch Schotten und Schottendecks voneinander getrennte wasserdichte Abteilungen, die Kasagi derer 142.
Die beiden Schiffe wurden als Teil des Flottenerweiterungsprogramms von 1896 bestellt. Ihre Baukosten wurden aus den Reparationszahlungen bestritten, die das Kaiserreich China nach dem Ersten Japanisch-Chinesischen Krieg auf Grund des Vertrags von Shimonoseki von 1895 an Japan zahlen musste.
Die Chitose wurde von der Werft der Union Iron Works in San Francisco entworfen und gebaut. Sie war das zweite in den Vereinigten Staaten georderte große Kriegsschiff Japans und das letzte im Ausland gebaute. Das Schiff wurde am 16. Mai 1897 auf Kiel gelegt, lief am 22. Januar 1898 vom Stapel, wurde am 1. März 1899 fertiggestellt, dampfte am 21. März ab nach Japan und traf am 30. April 1899 in der Marinebasis Yokosuka ein.

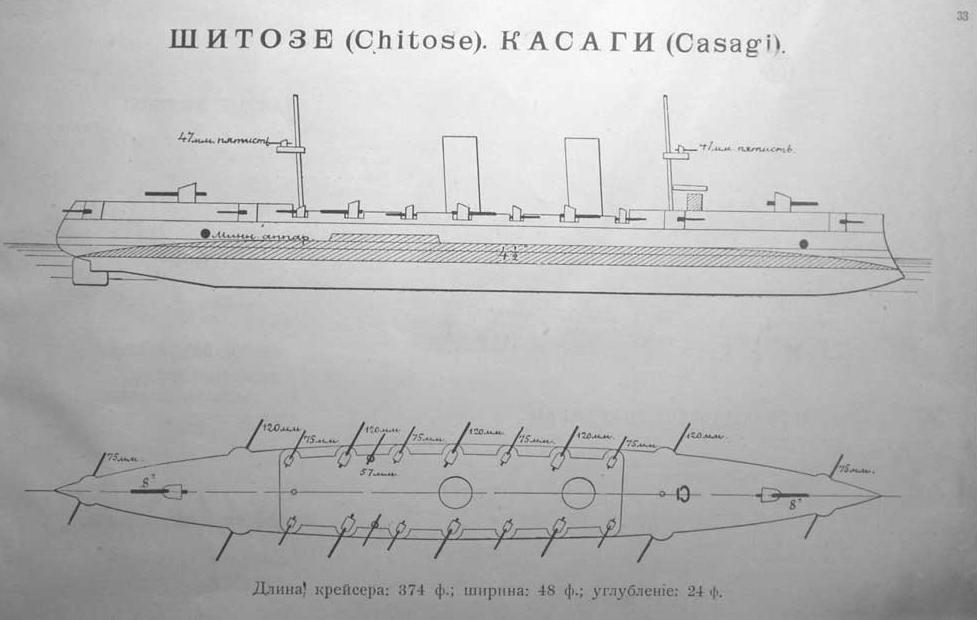
Bauzeichnungen

Mit 115,2 m Länge, 14,9 m Breite und 5,3 m Tiefgang verdrängte der Kreuzer 4865 tn.l. Die Maschinenanlage bestand aus zwölf Kesseln und zwei Dreifach-Expansionsdampfmaschinen mit zusammen 11600 kW Leistung, die über zwei Schrauben eine Höchstgeschwindigkeit von 22,25 Knoten ermöglichten. Die Reichweite betrug, bei einem Bunkervorrat von 1000 Tonnen Kohle, 4000 Seemeilen bei 10 kn Marschgeschwindigkeit. Die Bewaffnung bestand aus zwei japanischen 20,3-cm-L/45-Typ-41-Marinekanonen hinter Schutzschilden (eine vorn, eine achtern), zehn britischen 12,0-cm-Schnellfeuergeschützen Mk IV in Kasematten, zwölf britischen 7,6-cm-Schnellfeuergeschützen ebenfalls in Kasematten, sechs 4,7-cm-Hotchkiss-Schnellfeuergeschützen sowie vier 35,6-cm-Torpedorohren. Die Deckspanzerung betrug 62 mm, 112 mm an den Böschungen. Die Geschützschilde der beiden schweren Geschütze waren vorn 203 mm und seitlich 62 mm dick, und der Kommandostand hatte 115 mm Panzerschutz. Die Besatzung zählte 434 Mann.

## Einsatzgeschichte

### Boxeraufstand
Beim sogenannten Boxeraufstand in China im Jahre 1900 gehörte die Chitose zum japanischen Geschwader unter Vizeadmiral Tōgō, das ab Juli vor der nordchinesischen Küste kreuzte.

### Russisch-Japanischer Krieg
Im Russisch-Japanischen Krieg 1904–05 nahm die Chitose an der Seeschlacht vor Port Arthur, dem japanischen Überfall auf Port Arthur, am 9. Februar 1904 teil, als Flaggschiff des Konteradmirals Dewa Shigetō, der mit seinen vier Geschützten Kreuzern der 3. Division der Vereinigten Flotte den ersten Morgenangriff auf den Hafen am 9. Februar durchführte. Bei der Schlacht im Gelben Meer am 10. August 1904 war die Chitose an der vergeblichen Verfolgung der fliehenden russischen Kreuzer Askold und Nowik beteiligt. Als die Nowik am 20. August, bei dem Versuch, von Tsingtau nach Wladiwostok zu entkommen, bei der Kohleaufnahme vor Korsakow von dem japanischen Kreuzer Tsushima überrascht und zum Kampf gestellt wurde, kam auch die Chitose hinzu, sodass die Besatzung der Nowik keine Möglichkeit des Entkommens mehr sah und ihr Schiff selbstversenkte.
Bei der Seeschlacht bei Tsushima im Mai 1905 gehörte die Chitose zu den vier Kreuzern der 3. Division des Ersten Geschwaders, die sich mit den russischen Kreuzern Oleg, Aurora und Schemtschug duellierten. Als das Divisionsflaggschiff Kasagi beschädigt wurde, stieg Vizeadmiral Dewa auf die Chitose um. Am Tag nach der Schlacht, dem 28. Mai, versenkte die Chitose einen russischen Zerstörer und verfolgte dann, allerdings erfolglos, den fliehenden Kreuzer Isumrud.
Die Chitose diente danach zur Sicherung japanischer Truppentransporte und -landungen in Norden Koreas. Ende Juli 1905 ging der Kreuzer zur Überholung in das Marinearsenal in Maizuru.

### Zwischenkriegsjahre
Vom 28. Februar bis zum 16. November 1907 unternahm die Chitose zusammen mit dem neuen Panzerkreuzer Tsukuba, mit dem Befehlshaber der 2. Flotte, Admiral Ijuin Gorō, an Bord, eine Weltreise, um die japanische Flagge zu zeigen. Die beiden Schiffe liefen über Singapur, Colombo, Aden, Port Said und Gibraltar nach Norfolk (Virginia), wo sie Japan bei der Jamestown Exposition, der 300-Jahr-Feier der Gründung der Jamestown-Kolonie, vertraten. Nach einem Besuch in New York, das sie am 19. Mai wieder verließen, überquerten die beiden Schiffe erneut den Atlantik und besuchten u. a. Portsmouth (12. – 15. Juni) und dann die 25. Kieler Woche (22. – 29. Juni). Danach besuchten sie Häfen in den Niederlanden und Belgien, dann Brest und Bordeaux in Frankreich, San Sebastián in Spanien sowie Lissabon in Portugal, wo König Carlosl zu Besuch an Bord der Tsukuba kam. Im Mittelmeer wurden Neapel (am 23. August) und Triest angelaufen, und dann ging es zurück nach Japan mit Besuchen in Port-Said, Sues, Aden, Colombo, Batavia, Singapur und Manila. Nach neun Monaten und insgesamt 32.400 Seemeilen erreichten die beiden Schiffe am 16. November 1907 wieder Yokosuka.
1910 wurde die Chitose grundüberholt, wobei ihre bisherigen Lokomotivdampfkessel durch sogenannte Miyabara-Wasserrohrkessel ersetzt wurden.

### Erster Weltkrieg
Während des Ersten Weltkriegs diente die Chitose mit der 2. Flotte. Sie war im Herbst 1914 an der Eroberung des deutschen Pachtgebiets Kiautschou beteiligt.
Als der Panzerkreuzer Asama am 31. Januar 1915 beim Einlaufen nach Puerto San Bartolomé in der Tortuga-Bucht (Baja California Sur) auf einen Unterwasserfelsen lief und dabei schwer beschädigt wurde, war die Chitose eines der zur Unterstützung der Bergung dorthin gesandten Schiffe. Nach 98 Tagen schwamm die Asama endlich wieder auf, und nach einer kurzen Testfahrt am 21. August verließ sie am 23. August, in Begleitung der Chitose und des Werkstattschiffs Kanto, die Bucht von Puerto San Bartolome, um zum britischen Stützpunkt in Esquimalt (British Columbia) zu verlegen.
Danach versah die Chitose zumeist Sicherungsdienst im Südchinesischen Meer und insbesondere im Seegebiet zwischen Singapur und Borneo.

## Ende
Am 1. September 1921 wurde das Schiff zum Küstenverteidigungsschiff 2. Klasse herabgestuft und teilweise entwaffnet. Es wurde am 1. April 1928 außer Dienst gestellt und schließlich am 19. Juli 1931 vor Tosa (Shikoku) als Zielschiff im Zuge einer Übung von Sturzkampfbombern versenkt.